# 바레인 아랍어
바레인 구어체 아랍어는 아랍어의 방언으로 동아라비아 원주민인 바레인인이 사용한다.
이 아랍어는 마나마 및 시아파 여러 마을에서 쓰인다. 수니파가 쓰는 페르시아만 구어체 아랍어는 쿠웨이트와 아랍에미리트에서 쓰이는 것과 유사하다. 사우디아라비아에서는 카티프와 인접한 도시 및 마을에서 사용되지만 알아사의 방언은 동부 주에서 사용하는 바레인 아랍어와는 다른 언어이다.
이러한 바레인 구어체 아랍어와 인접한 다른 수니파 지역의 방언의 차이점은 역사적인 차원에서 기인한다. 이 지역 대부분의 수니파들은 기원적으로는 베드인족의 일파인 나지디인과 관련되어 있다. 현재 이곳의 수니파들은 아라비아반도 구어체 아랍어와 가까운 나지디와 베드윈 방언을 사용한다. 그리고 이것은 바레인 구어체 아랍어와 많이 비슷하다. 수니파와 시아파 방언의 가장 큰 차이점은 문법적 형태와 악센트이다. 바레인 구어체 아랍어는 페르시아만 구어체 아랍어의 'y' 소리 대신 'j' 소리를 사용한다. 이러한 특징들은 바레인 구어체 아랍어가 페르시아만 구어체 아랍어보다는 고전 아랍어에 가깝다는 사실을 말해준다. 그러나 어휘의 대부분은 두 방언이 비슷하거나 같다.
그리고 상당한 바레인 구어체 아랍어의 단어들이 힌디어나 영어에서 차용되었다(예: 힌디어에서: bānka '천장 선풍기', 때로는 더러운 것, 조각, sōmān '장비, 재료. 영어에서: lētar '라이터', wīl '바퀴', tēm '시간:  약속', fanari '정제소', 석유에 관련된 사업에 종사하는 사업자들 사이에서 쓰임). 과거의 오랜기간 있었던 페르시아와의 상업 및 문화 교류에도 불구하고, 페르시아어 단어들의 흔적들은 매우 적다.

## 문법
바레인 아랍어는 페르시아만 연안국의 방언의 특징을 가지고 있으며, 거기에서 더 분화되었다. 일반적인 예는 표준 아랍어에서의 q가 g(qamar vs gamar '달), k가 일부 단어에서는 ch(kalb vs chalb '개')로 변한다. J는 몇 개 마을에서 y(jiħħe vs yiħħe '멜론')으로 변한다. 마지막으로 표준 아랍어에서의 -ah가 -e로 변한다. 그밖에도 th가 dh로 바뀐다. 그러나 젊은 사람들은 변형 발음을 잘 쓰지 않는다.
바레인 아랍어 문법은 다른 페르시아 만 연안국 방언과 유사하지만, 특이하게도 종결 어미가 eh로 끝난다(ex; ente rāyeħ-eh? are you going?).

## 같이 보기
- 아랍어의 언어변이형

## 참조
- Mahdi Abdalla Al-Tajir. 1983. Language and Linguistic Origins in Bahrain: The Baharnah Dialect of Arabic. ISBN 0-7103-0024-7
- Clive Holes. 1987. Language Variation and Change in a Modernising Arab State: The Case of Bahrain. ISBN 0-7103-0244-4